# Hannah More
Hannah More (Bristol, 2 februari 1745 - Bristol, 7 september 1833) was een Engelse streng-religieuze schrijver, dichter, toneelschrijver en filantroop. In Londen was More een regelmatige bezoeker van de Blue Stockings Society bijeenkomsten. Vanwege haar streng-christelijke ideeën werd More regelmatig omschreven als een bisschop met petticoat.
More werd in Bristol geboren als vijfde dochter van schoolleraar Jacob More. Tijdens haar jeugd volgde zij thuis het onderwijs dat door haar vader werd gegeven: hij leerde haar onder andere Latijn en wiskunde. Van haar zussen leerde More Frans. Vanaf haar twaalfde volgde More lessen op de meisjesschool die door haar vader was opgericht en door twee van haar oudere zussen werd geleid. Haar beide ouders gaven les op de jongensschool in Bristol die zij ook hadden opgezet. In 1767 verloofde More zich met ene William Turner. Deze wilde zeven jaar lang niet met haar trouwen en brak de verloving vervolgens af. Met het jaarlijkse onderhoud van 200 pond dat More van Turner ontving, kreeg zij de mogelijkheid zich aan de literatuur te wijden.
Naast haar literaire en filantropische bezigheden bleef More ook lange tijd onderwijzer op een school. Deze werkzaamheden sterkten haar bij de ontwikkeling van haar ideeën over onderwijs aan meisjes. Haar onderwijsfilosofie had - net als bijna al haar werken - Mores streng-christelijke uitgangspunten als onwrikbare basis. Over het onderwijzen van meisjes schreef More Strictures on the Modern System of Female Education (1799) en Hints towards Forming the Character of a Young Princess. Hoewel More, net als Mary Wollstonecraft in haar werk A Vindication of the Right of Women, pleitte voor een 'ommekeer in goede manieren' konden de uitgangspunten van beide auteurs niet verder uiteen liggen. More was ervan overtuigd dat mannen en vrouwen - zowel door gewoonte als door biologische oorsprong - verschillende 'levenssferen bewoonden'. More was ervan overtuigd dat vrouwen zachtmoediger waren en binnen de vier muren van hun woning het beste op hun plaats waren. Volgens More was de ondergeschikte plaats van de vrouw in een patriarchale samenleving de wil van God. Zij keek dan ook met afschuw naar de gebeurtenissen in Frankrijk van 1789: From liberty, equality and the rights of man, good Lord deliver us. Vanaf 1792 schreef More als Will Chip, a country carpenter met het pamflet Village Politics waarin zij zich afzette tegen Thomas Paine's The Rights of Man. Mores pamflet werd goed ontvangen door de Britse bovenklasse en zelfs door de koninklijke familie. Nadat bekend werd dat More het pamflet had geschreven werd in het algemeen aangenomen dat William Pitt, de toenmalige premier, de opdrachtgever zou zijn.
More zag in dat ze geld kon verdienen met dergelijke opvoedende verhalen voor de lagere klassen. Ze schreef samen met andere auteurs in vijf jaar tijd meer dan honderd morele stukken en ballades, de zogenaamde Cheap Repository Tracts. In deze traktaten, vaak één pagina met een illustratie met de moraal van het verhaal, werd aan de lagere klassen uitgelegd welke politieke en sociale meningen ze erop na zouden moeten houden. Meer dan vijftig van deze traktaten waren van Mores hand. Uiteindelijke doel van deze geschriften: ervoor zorgen dat in Groot-Brittannië - anders dan in de Verenigde Staten of Frankrijk - geen opstandige revolutionaire beweging zou ontstaan.
Naast haar succesvolle schrijfactiviteiten besteedde More ook veel tijd aan filantropische activiteiten. Zo zette ze twaalf liefdadigheidsscholen op in Cheddar waar het lezen van de Bijbel en godsdienstlessen centraal stonden. More beschouwde de vrouwen uit de midden- en hogere klassen bij uitstek geschikt om via liefdadigheid te werken aan morele verbetering en het onderwijzen van de armen. Zo schreef ze in haar roman Coelebs in Search of a Wife (1809): charity is the calling of a lady: the care of the poor is her profession. More schreef zelf veel van de teksten die op de scholen werden gebruikt voor het onderwijs.